# Saint-Julien-Boutières

Saint-Julien-Boutières este o comună în departamentul Ardèche din sud-estul Franței. În 2015 avea o populație de 199 de locuitori.